# 백합 (장르)

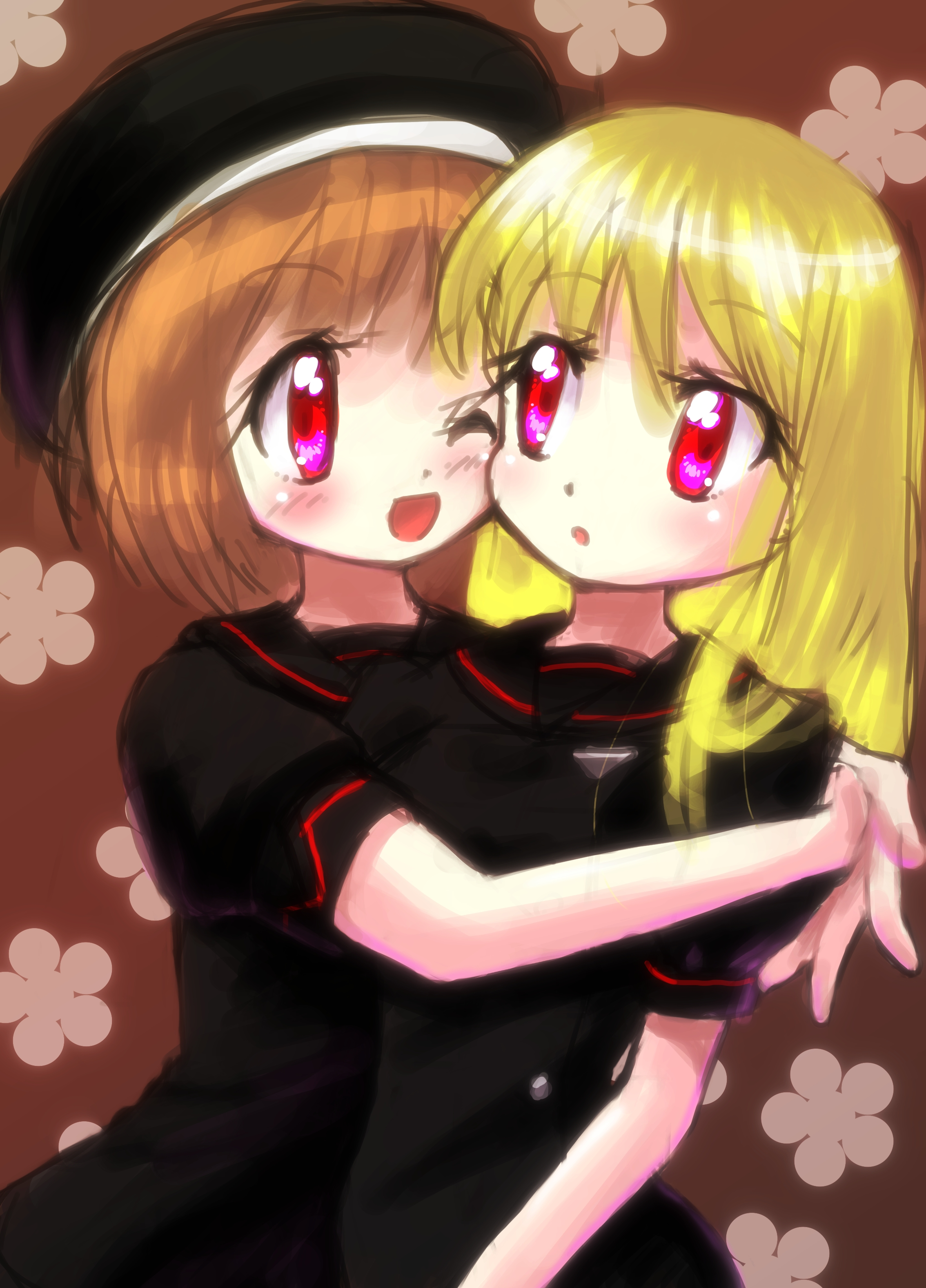
백합에서 영감을 받은 예술 작품의 예. 학교 동창 사이의 친밀한 관계를 묘사한 작품들이 백합 장르에서 흔히 볼 수 있다.

백합(百合 유리[*]) 또는 GL(Girls Love, 걸즈 러브)은 여성과 여성 간의 사랑을 소재로 한 소설이나 만화 및 애니메이션 등의 장르이다. 본래 10대의 소녀, 특히 미소녀 사이의 연애를 나타내는 단어로써 불리는 경우가 많았지만, 최근에는 포괄적으로 레즈비언을 포함한 여성 간의 연애를 가리킨다. 보통의 경우 실제 동성애와 차이를 보이는 경우가 많지만 현대가 배경인 경우는 사실상 퀴어물의 면모를 보이기도 한다. 하지만 백합물의 경우 대부분 정신적인 사랑이 나오며, 육체적인 성행위는 주를 이루지 않는다.

## 경이
여성 취향의 장르로 보이는 BL과 야오이에 비해 걸즈 러브라고 하는 장르에는 여성 취향의 작품은 물론 남성 취향의 작품이 많으며, 특히 입수자의 성별을 한정하지 않는 작품도 포함된다. 동양권에서는 GL 또는 걸즈 러브(그러나 역사적으로 봤을 때는 백합이라고 불렸던 시기가 길며, 걸즈 러브라는 칭호는 최근 들어 보이즈 러브(BL)과 대를 이루는 장르명의 형태로서 불리기 시작한 것이다), 영문권에서는 Yuri(백합의 일본명) 또는 shoujo-ai(少女愛의 일본 발음)로 불리고 있다.
1990년대에는 《세일러문》과 《소녀혁명 우테나》가 걸즈 러브 작품으로서 인기가 있었지만, 본격적으로 백합장르가 인기가 생겨난 것은 2002년경, 《마리아님이 보고 계셔》가 히트를 친 이후부터이다. 이전까지는 주로 여성들에 의해 향유되던 백합 장르에 이때부터 남성 독자들이 유입되기 시작하였다.2003년 일본에서는 첫 걸즈 러브 전문잡지인 《백합자매》가 창간되었으며, 오늘날에는 그것을 계승하는 형태로서 걸즈 러브 만화 전문 잡지인 《코믹 유리히메》와 《코믹 유리히메s》가 간행되고 있으며, 《코믹 유리히메》는 여성독자층을 겨냥했고 《코믹 유리히메s》는 남성독자층을 겨냥했다고는 하나 두드러지는 차이점은 없다. 백합물의 인기가 조금씩 늘어나서인지 2009년부터는 엔솔로지 형태로《츠보미》가 발간되기 시작했다.

## 용어
- 백합 : 남성 동성애자를 위한 잡지 《장미족》의 편집장 이토 분가쿠(일본어: 伊藤文學)가 남성 동성애자를 ‘장미족’이라고 불렀던 것에 착안하여, 여성 동성애자를 ‘백합족’이라고 부른 데서 유래하였다.[2] 백합이라는 말 자체는 그다지 정착하지 않았지만, 레즈비언 포르노의 타이틀에 사용되거나 에스 소설 이미지와 겹쳐지거나 본래의 의미에서 한참 떨어져 정의하기 애매한 단어로 남았다. 오늘날에는 에스 소설을 계승하고 있는 소설이나 만화 등을 백합이라고 하는 장르로 인식되고 있다.
- 에스(S) : Sister의 약어로, 여학교 내에서 상급생과 하급생 간의 연애적인 우애 혹은 그 관계. 제2차 세계 대전 이전부터 일본 여학생 사이에서 은어적으로 잘 사용되고 있었으며, ‘시스’라고도 말한다.
- 쇠르(Soeur) : 콘노 오유키의 《마리아님이 보고 계셔》 시리즈에서 사용되는 용어로, 에스의 일종이라고 볼 수 있다. ‘자매’를 뜻하는 프랑스어를 리리안 여학교의 상급생과 하급생의 관계를 나타내는 말에 사용한 것.
- 언니(お姉様) : 걸즈 러브 성향의 학원물에서 연하의 여학생이 동경하는 선배 여학생을 부를 때 자주 사용되는 말. (일본의 경우 친자매끼리만 언니라는 호칭을 사용하는 경우가 대부분이라 일본에서 언니라는 호칭을 친자매가 아닌 타인에게 사용하는 것은 그만큼 그 사람과 친밀도가 높다는 것을 나타내기도 한다.)
- 과일 : 일찍이 야오이의 별명으로 야채가 사용되었던 것을 보고 힌트를 얻어, 여성끼리의 포르노 작품을 나타내는 말로서 고안되었지만, 별로 보급되어 있지는 않다.
- 공(攻め) : 동성간의 성행위에서 애무를 하는 쪽. 현실에서는 정확한 구분이 있다고 할 수는 없다. 공격을 줄인 말이기도 하다.
- 수(受け) : 동성간의 성행위에서 애무를 받는 쪽. 현실에서는 정확한 구분이 있다고 할 수는 없다. 수비를 줄인 말이기도 하다.
- 타치(タチ) : '공(攻め)'과 거의 같은 의미. 가부키의 남성역이 어원이라는 설과 족제비의 イタチ의 줄임말이라는 설이 있다.
- 네코(ネコ) : '수(受け)'와 거의 같은 의미. 원래는 게이 용어다.
- 리버스(reversible) : 상대나 상황에 따라 커플링의 공과 수가 고정되지 않는 것을 말한다.

## 주요 작품
- 마리아님이 보고 계셔
- 사키
- 스트라이크 위치스
- 사쿠라 트릭
- 악마의 리들
- 공주님 조심
- 극상학생회
- NANA
- 나지카 전격작전
- 나에게 천사가 내려왔다!
- 느와르
- 니아 언더 세븐
- .hack//SIGN
- 도화월탄
- 두 사람은 프리큐어
- 디어 브라더
- 대마법고개
- 대운동회
- 데빌맨 레이디
- 딸기 마시마로
- 러브라이브! 니지가사키 학원 스쿨 아이돌 동호회
- 로젠 메이든
- 마나리아 프렌즈
- 마법소녀 리리컬 나노하
- 마이히메
- 마이오토메
- 머더 프린세스
- 모에땅
- 므네모슈네의 딸들
- 미나미가
- 미치코와 핫칭
- 매드랙스
- R.O.D
- 바다 이야기
- 바람부는대로 츠키카케 란
- 반드레드
- 뱀부블레이드
- 베르사유의 장미
- 블루드롭
- 비경탐험대 팜&일
- 비너스 버서스 바이러스
- 빛의 전사 프리큐어
- 사키 -Saki-
- 선생님의 시간
- 세인트 옥토버
- 세일러문
- 소녀는 언니를 사랑하고 있다
- 소녀☆가극 레뷰 스타라이트
- 소녀섹트
- 소녀혁명 우테나
- 속삭임
- 스트라이크 위치스
- 스트로베리 패닉
- 시문
- 시트러스
- 식령 -제로-
- 신무월의 무녀
- 아다치와 시마무라
- 아리아
- 아즈망가 대왕
- 어둠과 모자와 책의 여행자
- 어썰트 릴리 BOUQUET
- 연희무쌍
- 에어 마스터
- 엘펜리트
- 오! 나의 여신님
- 울티메이트 걸
- 유리쿠마 아라시
- 유우키 유우나는 용사다
- 엘 카자드
- 월면토끼병기 미나
- 이세계 피크닉
- 이윽고 네가 된다
- 일기당천
- 우타카타
- 전뇌코일
- 종말의 이제타
- 체포하겠어
- 최애가 부도칸에 가 준다면 난 죽어도 좋아
- 카나메모
- 카난
- 카논
- 카레이도스타
- 카미츄
- 카시마시 ~걸 미츠 걸~
- 카페알파
- 크라우 팬텀 메모리
- 키디 그레이드
- 키디 걸 랜드
- 캔디보이
- 케이온!
- 캔디보이
- 캠퍼
- 클레이모어
- 퀸즈 블레이드
- 포테마요
- 푸른 꽃
- 페토페토상
- 프린세스 프린서플
- 플래그 타임
- 플립 플래퍼즈
- 피치피치핏치
- Fate/Stay Night
- 텔레파시 소녀 란
- 투하트2
- 하이바네 연맹
- 햣코
- 홍각의 판도라
- 히다마리 스케치
- 히토히라
- 해피 슈가 라이프
- 내가 연인이 될수 있을리가 없잖아! 무리무리!

## 같이 보기
- 소녀애
- 모에
- 동성애
- 동인, 동인녀, 동인지
- 오타쿠
- BL
- E-Hentai